# 藤原有成
藤原 有成（ふじわら の ありなり、生没年不詳）は、平安時代後期の貴族。藤原北家真夏流、式部大輔・藤原敦宗の子。官位は従四位下・日向守。

## 経歴
堀河朝で文章生となり、蔵人所雑色を経て、春宮・宗仁親王の春宮蔵人を務めた。
嘉承2年（1107年）宗仁親王が践祚（鳥羽天皇）すると、有成は六位蔵人となり引き続き身近に仕え、嘉承3年（1108年）式部少丞を兼ねる。天仁2年（1109年）巡爵により従五位下に叙せられるが、父祖のように文官には就かず、天永2年（1111年）和泉守に任官して受領となった。
保安2年（1121年）皇后宮大進に任ぜられると、その後20年ほどに亘って皇后・令子内親王に仕える。鳥羽院政期後期の仁平元年（1151年）日向守として約40年ぶりに受領に遷る。久寿2年（1155年）日向守に重任されるが、後白河院政期初頭の保元3年（1158年）日向守を辞している。

## 人物
日記に『有成記』がある。元永2年（1119年）顕仁親王（のち崇徳天皇）の出生に際して、有成は鳴弦の役を奉仕したことから、『有成記』の逸文が『御産部類記』に残っている。

## 官歴
- 康和5年（1104年） 正月17日：見蔵人所雑色[2]。12月10日：春宮蔵人（春宮・宗仁親王）[3]
- 長治2年（1105年） 日付不詳：越前大掾、見文章生正六位上[4]
- 嘉承2年（1107年） 7月19日：六位蔵人、元春宮蔵人[5]
- 嘉承3年（1108年） 8月29日：兼式部少丞（父敦宗辞式部権大輔申任）[3]
- 天仁2年（1109年） 正月6日：従五位下?[6]
- 天永2年（1111年） 正月23日：和泉守[3]
- 保安2年（1121年） 12月13日：見皇后宮大進（皇后・令子内親王）[7]
- 天養元年（1144年） 正月24日：美作守[8]（受領挙?）[6]
- 久安2年（1146年） 3月19日：前大宮大進[9]
- 仁平元年（1151年） 2月2日：日向守、見従四位下[10]
- 久寿2年（1155年） 12月29日：日向守（重任）[11]
- 保元3年（1158年） 8月10日：辞日向守[12]

## 系譜
『尊卑分脈』による。
- 父：藤原敦宗
- 母：藤原資宗の娘
- 妻：源俊信の娘
  - 男子：藤原隆業
  - 男子：藤原政業
  - 男子：藤原範業
- 生母不詳の子女
  - 男子：藤原資家
  - 男子：清豪
  - 男子：静然
  - 男子：寛然
- 養子女
  - 男子：藤原定資